# Stolnica svetega Gervazija in Protazija, Soissons
Stolnica v Soissonsu ali Stolnica svetega Gervazija in Protazija (francosko Cathédrale Saint-Gervais-et-Saint-Protais) je gotska cerkev in bazilika v Soissonsu v Franciji. Je sedež škofa Soissonsa, Laona in Saint-Quentina. Gradnja južnega transepta se je začela leta 1177, najnižji deli kora leta 1182.

## Zgodovina
Kor s prvotno tri nadstropno višino in izjemno visokim svetlobnim nadstropjem je bil dokončan leta 1211. To je bilo prej kot v Chartresu, na katerem naj bi bil zasnovana. Delo se je nato nadaljevalo v ladji do konca 13. stoletja. 
Enotni zahodni stolp izvira iz sredine 13. stoletja in je imitacija tistih v Notre-Dame de Paris, ki je enake višine (66 m). Stolp je bil obnovljen po tem, da je bil del ladje v prvi svetovni vojni hudo poškodovan. Na drugi strani fasade je bil prvotno načrtovan, vendar nikoli zgrajen ujemajoč se stolp.

## Opis
Najstarejša sestavina stolnice v Soissonsu je južni transept iz leta 1180. Ima okrogel konec in še vedno tradicionalno štiridelno stensko konstrukcijo, ladja je bila že v treh delih. Ta transept s svojim zelo ozkim in lahkim položajem stebrov se v literaturi omenja kot eden najboljših v zgodnji gotiki. Sposobnost gotskih graditeljev, da ustvarijo estetske strukture rebrastega oboka in koničastega loka, so že tukaj, na pragu visoke gotike, zelo razviti.
Severni transept ima popolnoma drugačen slog. Zgrajen je bil v začetku 14. stoletja in ima še vedno originalna okna, žarkasta različica med letoma 1270 in 1380.
Ladja je že del kasnejše razvojne faze gotike. Zgrajena je bila kmalu po letu 1190 in ima tristopenjsko  višino, kot je bila na začetku gotike, vendar v precej drugačnih razmerjih. Arkadni del je zelo visok in veliko večja so tudi okna. Vmes leži štiridelni triforij. Tukaj je bilo doseženo popolno ravnovesje med arkadami in svetlobnim nadstropjem. Oba imata enake dimenzije. Nikjer v zgodovini arhitekture ni bilo takšnih oken. 
Notranjost je veliko bolje ohranjena kot fasada. Kor konca stolnice ima vitraj iz 13. stoletja. Tapiserija iz 15. stoletja prikazuje življenje mučencev Gervazija in Protazija, zaščitnika stolnice. Rubensov Poklon pastirjev visi v severnem transeptu, kakor tudi slika Philipa de Champaigna.
Maurice Duruflé je ustvaril svoje delo za orgle "Fugue sur"  de la Cathédrale de Soissons" op. 12 (1962)
Nekateri vitraži iz stolnice so na stalni razstavi v Walters Art Museum v Baltimoru, Maryland  in Isabella Stewart Gardner Museum v Bostonu. 

## Poškodbe zaradi nevihte 2017
12. januarja 2017, med zimsko nevihto, so močni vetrovi pritisnili v pomemben del okna zahodne vrtnice.  Velike kamnite koščke okenskega okrasja in deli obarvanega stekla so padli na orgle ma meganizem za upravljanje cevi, ki so pod oknom, kar je povzročilo hude poškodbe instrumenta. 

## Galerija
- Zahodna fasada
- Kor
- Vzhodni konec
- Ladja
- Severni transept